# Gov’t Mule
A Gov't Mule amerikai hard rock/southern rock/jam rock zenekar. 1994-ben alakultak meg. Az együttest a The Allman Brothers Band tagjai alkották, mikor az a zenekar inaktív volt. Első nagylemezük megalakulásuk után egy évvel, 1995-ben jelent meg.

## Tagok
Jelenlegi tagok
- Warren Haynes – gitár, ének (1994–)
- Matt Abts – dob, ütős hangszerek, ének (1994–)
- Danny Louis – billentyűk, gitár, trombita, ének (2002–)
- Jorgen Carlsson – basszusgitár (2008–)

## Korábbi tagok
- Allen Woody – basszusgitár, mandolin, ének (1994–2000; 2000-ben elhunyt)[1]
- Andy Hess – basszusgitár (2003–2008)